# Moralejas (serie de televisión)
Moralejas es una serie de televisión de comedia guatemalteca creada por los hermanos Sammy y Jimmy Morales y producida por Moralejas Films. El programa se emite por el Canal 7 de Guatemala y TeleCentro de Estados Unidos.

## Historia del programa
El programa fue lanzado el 12 de marzo del 2000 en el Canal 7 (Televisiete) de Albavisión, donde se sigue emitiendo hasta la actualidad. Tuvo tanto éxito que de aquí tomarían los personajes Nito y Neto para lanzarlos en varias películas como La misteriosa herencia, Detectives por error y Repechaje.

### Salida de Jimmy Morales
En 2016, el actor Jimmy Morales deja el programa debido a que fue electo en 2015 como el 50.° presidente de Guatemala. Luego se confirmaría que su hijo José Manuel Morales tomaría los personajes que interpretaba su padre.

## Películas
- Manzana güena en noche güena (2004)
- La misteriosa herencia (2004)
- Detectives por error (2005)
- Ve qué vivos, una aventura en el más allá (2006)
- Un presidente de a sombrero (2007)
- Repechaje (2009)
- Viva la crisis (2012)

## Secciones del programa
La serie cuenta con varios sketches de diferentes personajes:
- Nito y Neto
- Juan y Pedro
- Draculillo y Draculón
- Kako y Keko
- Black Pitaya
- Don Boti
- Los Anticuarios
- Don Remedios
- La Tranza
- Los Griegos
- Los Bolémios
- Los Gallegos